# Eichenberg (bei Jena)
Eichenberg település Németországban, azon belül Türingiában. Lakosainak száma 365 fő (2023. december 31.).

## Népesség
A település népességének változása:
| Lakosok száma | 410  | 381  | 387  | 366  | 368  | 365  |
|               | 2014 | 2017 | 2019 | 2021 | 2022 | 2023 |